# Sedmnáct provincií
Sedmnáct provincií či Sedmnáct nizozemských provincií (nizozemsky Zeventien Provinciën, francouzsky Dix-Sept Provinces) byl státní útvar uvnitř Habsburského Nizozemí. Území lze vymezit dnešním Nizozemskem, Belgií, Lucemburskem a severní Francií. Kontrolu nad tímto územím získali roku 1482 Habsburkové (od roku 1556 španělští), avšak časem si některé lenní jednotky vymohly značnou suverenitu, proto historici volí termín vydělující je z Habsburského Nizozemí. Za zlom považují zejména rok 1549, kdy byla politická jednota celku potvrzena Pragmatickou sankcí Karla V., která stanoví, že provincie musí navždy zůstat sjednoceny pod stejnou korunou. V roce 1581 se sedm provincií na severu plně oddělilo a vytvořilo republiku Spojené provincie nizozemské.

## Provincie
Za součást Sedmnácti provincií je považováno:
- Hrabství Artois
- Brabantské vévodství
- Drentské hrabství
- Flanderské hrabství
- Fríské lordství
- Groningenské lordství
- Geldernské vévodství
- Henegavské hrabství
- Holandské hrabství
- Limburské vévodství
- Lucemburské vévodství
- Mechelenské lordství
- Namurské markrabství
- Lordství Overijssel
- Kníže-biskupství Utrecht
- Hrabství Zeeland
- Hrabství Zutphen